# (403563) Ledbetter
(403563) Ledbetter est un astéroïde de la ceinture principale.

## Description
(403563) Ledbetter est un astéroïde de la ceinture principale. Il fut découvert le 13 juin 2010 aux États-Unis par le programme WISE. Il présente une orbite caractérisée par un demi-grand axe de 2,68 UA, une excentricité de 0,03 et une inclinaison de 4,5° par rapport à l'écliptique.